# Кастелромано (Изернија)
Кастелромано је насеље у Италији у округу Изернија, региону Молизе.
Према процени из 2011. у насељу је живело 515 становника. Насеље се налази на надморској висини од 642 м.